# 오토 페레스 몰리나

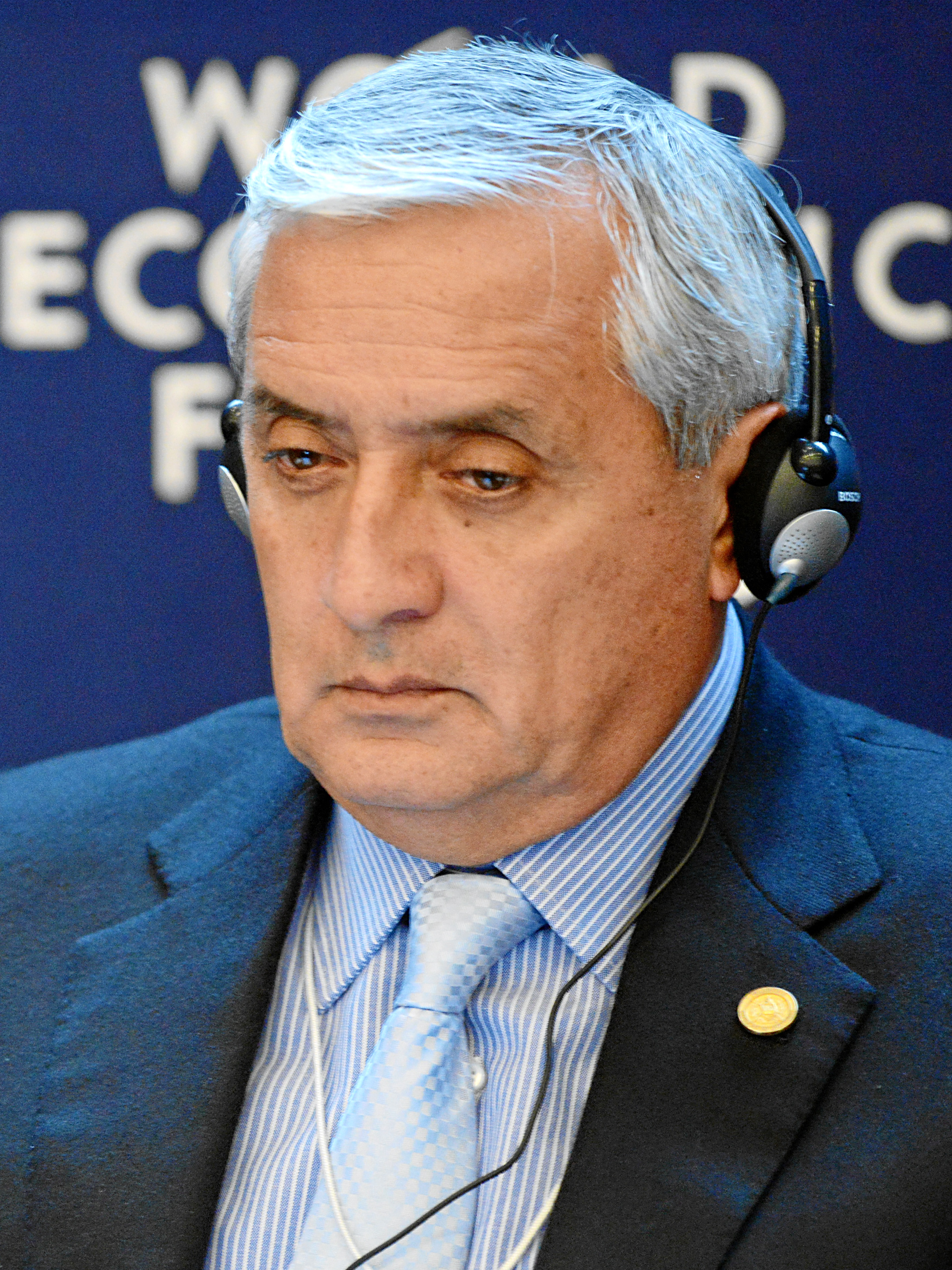
오토 페레스 몰리나

오토 페레스 몰리나(Otto Pérez Molina, 1950년 12월 1일 ~ )는 과테말라의 정치인이자 은퇴한 군인으로, 과테말라의 전직 대통령이다. 2007년 과테말라 대통령 선거에 애국당(Partido Patriota)의 후보로 출마했다. "Mano dura, cabeza y corazón"의 슬로건으로 선거유세를 했으며, 과테말라에 치솟는 범죄에 강경 접근법을 주장했다. 2007년 9월 9일에 열린 첫 번째 경선에서 두 번째로 많은 득표율을 받은 후, 같은 해 11월 4일에 열린 두 번째 경선에서 전국희망연맹당 (Unidad Nacional de la Esperanza)의 알바로 콜롬에게 결국 패배했다.
과테말라 시에서 태어난 페레스는 과테말라 육군 사관학교(Escuela Politécnica), 서반구 안전보장 협력 연구소 (Western Hemisphere Institute for Security Cooperation), 범미주기구 방위 대학(Inter-American Defense College) 출신이다. 군 복무 동안 육군 정보국장(director of military intelligence)과 검찰관(Inspector General)을 했다. 1983년 대통령 에프라인 리오스 몬트를 반대한 국방장관 오스카 빅토레스(Óscar Humberto Mejía Victores)의 쿠데타를 지지한 장교 모임의 회원이었다. 1993년 육군 정보국 장관으로 있는 동안 의회를 해산시키고 과테말라 대법원에 새로운 판관을 임명한 친위 쿠데타를 시도한 대통령 호르게 세라노 엘리아스가 사임하도록 종용했었다. 그 사건의 결과 과테말라의 인권 옴부즈맨 라미로 데 레온 카르피오(Ramiro de León Carpio)는 대통령이 되었고 페레스는 대통령 비서실장으로 임명되었다. 페레스는 1996년 평화 협상을 이끌었던 수 차례의 교섭에서 군부를 대표했으며, 과테말라의 30년에 걸친 내전을 종식시켰다. 1998년과 2000년 사이 범미주기구 방위국의 과테말라 대표로 재임했다.
2000년 1월에 전역했으며, 2001년 2월 24일에 애국당을 창당했다. 2003년 11월 9일에 열린 과테말라 총선거에서 애국당은 다른 두당과 함께 국민통합대연합으로 결합했으며 페레스는 국회의원이 되었으며, 2015년 9월 3일에는 부패 혐의 구속으로 대통령직에서 사임을 했다.

## 페레스의 가족과 관련 인물에 대한 공격
2000년 11월 11일 페레스의 아들 오토 페레스 레알(Otto Pérez Leal)이 부인과 어린 딸과 함께 운전하던 중 총잡이에게 공격을 당했다. 페레스가 새정당을 설립하기 3일전, 2001년 2월 21일에 복면을 쓴 총잡이가 공격을 했고 딸 리셋테가 부상을 입었다. 같은 날 페레스의 부인 로사 마리아 레알과 만남 후 그녀의 집을 막 출발했던 파트리샤 카스테야노스 푸엔테스 데 아길라르(Patricia Castellanos Fuentes de Aguilar)를 복면을 쓴 총잡이들이 총을 쏴 살해당했다. 인권 단체들은 수 차례의 공격들이 정치적인 동기였다고 주장했다.
2007년 대통령 선거동안 애국당의 여러 당원들이 무장한 사람들에게 살해당했으며, 그 중 당 대표 비서이자 페레스의 보좌관이었던 33살의 원주민 여성 아우라 마리나 살사르 쿠트살(Aura Marina Salazar Cutzal)도 포함되어 있었다.